# Стейт-Лайн (Міссісіпі)
Стейт-Лайн (англ. State Line) — місто (англ. town) в США, в округах Грін і Вейн штату Міссісіпі. Населення — 452 особи (2020).

## Географія
Стейт-Лайн розташований за координатами 31°26′10″ пн. ш. 88°28′25″ зх. д. / 31.43611° пн. ш. 88.47361° зх. д. (31.436071, -88.473643).  За даними Бюро перепису населення США в 2010 році місто мало площу 11,13 км², з яких 11,04 км² — суходіл та 0,09 км² — водойми.

## Демографія
Згідно з переписом 2010 року, у місті мешкало 565 осіб у 216 домогосподарствах у складі 151 родини. Густота населення становила 51 особа/км².  Було 255 помешкань (23/км²).
Расовий склад населення:
| - 57,2 % — чорних або афроамериканців - 41,6 % — білих - 0,2 % — корінних американців |

До двох чи більше рас належало 0,9 %. Частка іспаномовних становила 0,7 % від усіх жителів.
За віковим діапазоном населення розподілялося таким чином: 27,6 % — особи молодші 18 років, 61,1 % — особи у віці 18—64 років, 11,3 % — особи у віці 65 років та старші. Медіана віку мешканця становила 34,6 року. На 100 осіб жіночої статі у місті припадало 90,9 чоловіків;  на 100 жінок у віці від 18 років та старших — 84,2 чоловіків також старших 18 років.
Середній дохід на одне домашнє господарство  становив 36 941 долар США (медіана — 26 250), а середній дохід на одну сім'ю — 43 770 доларів (медіана — 32 321). За межею бідності перебувало 33,2 % осіб, у тому числі 38,6 % дітей у віці до 18 років та 19,8 % осіб у віці 65 років та старших.
Цивільне працевлаштоване населення становило 234 особи. Основні галузі зайнятості: виробництво — 37,2 %, сільське господарство, лісництво, риболовля — 13,2 %, фінанси, страхування та нерухомість — 10,7 %, освіта, охорона здоров'я та соціальна допомога — 8,5 %.